# Go Chuck Yourself
Go Chuck Yourself (pubblicato come Happy Live Surprise in Giappone) è un album dal vivo dei Sum 41 registrato a London, Ontario, nell'aprile 2005. La versione giapponese è stata pubblicata il 21 dicembre 2005, con un DVD bonus contenente 5 canzoni dallo show e Basketball Butcher, un loro filmato autoprodotto. La versione statunitense ed europea è stata pubblicata il 7 marzo 2006, senza il DVD. È stata la prima pubblicazione del gruppo per la Aquarius Records, dopo la chiusura del contratto con la EMI.
L'esibizione comprende principalmente brani estratti dal secondo album Does This Look Infected? e Chuck, mentre dell'EP Half Hour of Power e del primo album All Killer No Filler sono stati inseriti nella scaletta solo i brani più celebri.

## Tracce
1. The Hell Song – 3:20
2. My Direction – 2:21
3. Over My Head (Better Off Dead) – 3:11
4. A.N.I.C. – 0:43
5. Never Wake Up – 1:08
6. We're All to Blame – 3:44
7. There's No Solution – 4:48
8. No Brains – 4:31
9. Some Say – 3:30
10. Welcome to Hell – 4:26
11. Grab the Devil by the Horns and Fuck Him Up the Ass – 1:14
12. Makes No Difference – 5:46
13. Pieces – 3:04
14. Motivation – 3:47
15. Still Waiting – 2:43
16. 88 – 5:35
17. No Reason – 3:48
18. I Have a Question – 0:32
19. Moron – 2:28
20. Fat Lip – 3:05
21. Pain for Pleasure (feat. Matt Delong) – 3:06